# Strandpadda
Strandpadda (Epidalea calamita), som förr kallades stinkpadda, är en groddjursart som först beskrevs av Laurenti 1768. Enligt både Dyntaxa och Catalogue of Life ingår strandpadda i släktet Epidalea, och familjen paddor. En föråldrad synonym till det vetenskapliga namnet är Bufo calamita. IUCN kategoriserar arten globalt som livskraftig. Enligt den svenska rödlistan är arten sårbar i Sverige. Inga underarter finns listade.

## Utseende
Strandpadda är en 4,3 till 8 centimeter lång padda med gråbrun till grönaktig rygg med mörkare, tämligen odistinkt formade fläckar. Den har oftast en gulaktig linje längs ryggen. Den har korta bakben, och lite eller ingen simhud på fötterna. Ögonen är gulgröna.

## Utbredning
Strandpaddan förekommer från delar av Spanien och Portugal över Frankrike och Mellaneuropa österut till västra Ukraina och Vitryssland samt norröver till Lettland och Estland. Det finns även isolerade förekomster i sydvästra Irland och Storbritannien upp till sydvästra Skottland. I Norden finns den endast i Danmark och lokalt i södra Sverige.

### Förekomst i Sverige
I Sverige är strandpadda en av tre äkta paddor och förekommer lokalt i Skåne, Halland, Blekinge, Bohuslän och Västergötland. På Glommeberget på Smögen har lekdammar grävts ut för att förbättra miljön för strandpaddan.

## Ekologi
Strandpaddan rör sig på grund av de korta bakbenen med kravlande småhopp. Den är främst natt- och skymningsaktiv, och gräver ofta ner sig under dagen.
Strandpaddans äldre trivialnamn stinkpadda har den fått av att den, när den är hotad, kan avsöndra ett vitt körtelsekret, som enligt ett svenskt verk från 1842 skulle lukta så vidrigt att det orsakade huvudvärk och uppkastningar. Då det är mycket sällan som arten tar till denna försvarsmetod, och sekretets stank har överdrivits, så är det mer lämpligt att använda namnet strandpadda framför stinkpadda.

### Fortplantning
Strandpaddan leker i Danmark och Sverige åtminstone från april till juni månad ut, i Bohuslän ända till mitten av augusti. Det förekommer att honor under denna tid lägger ägg vid två skilda perioder. Arten ynglar i hällkar, grunda vattensamlingar, till skillnad från hällkaren gärna med rik växtlighet, och översvämningsområden. Äggen är salttåliga, de tål upp till 10 promille, och i Östersjön kan arten yngla direkt i havet.
Vilda strandpaddor kan åtminstone nå en ålder av 12 år. I fångenskap kan vissa exemplar bli uppemot 17 år gamla.

#### Fortplantning i bilder

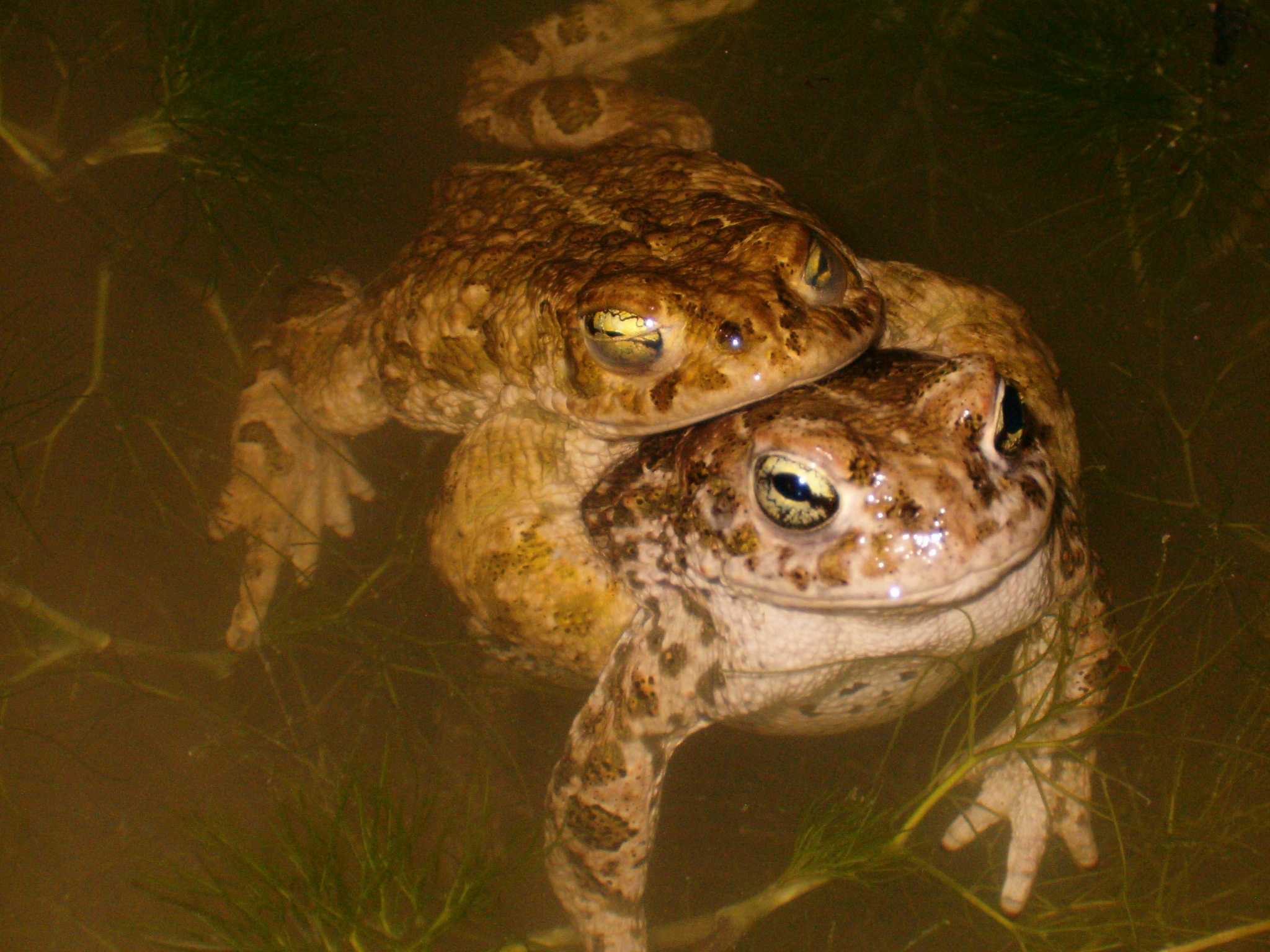
Hane och hona i amplexus (parningsomfamning).
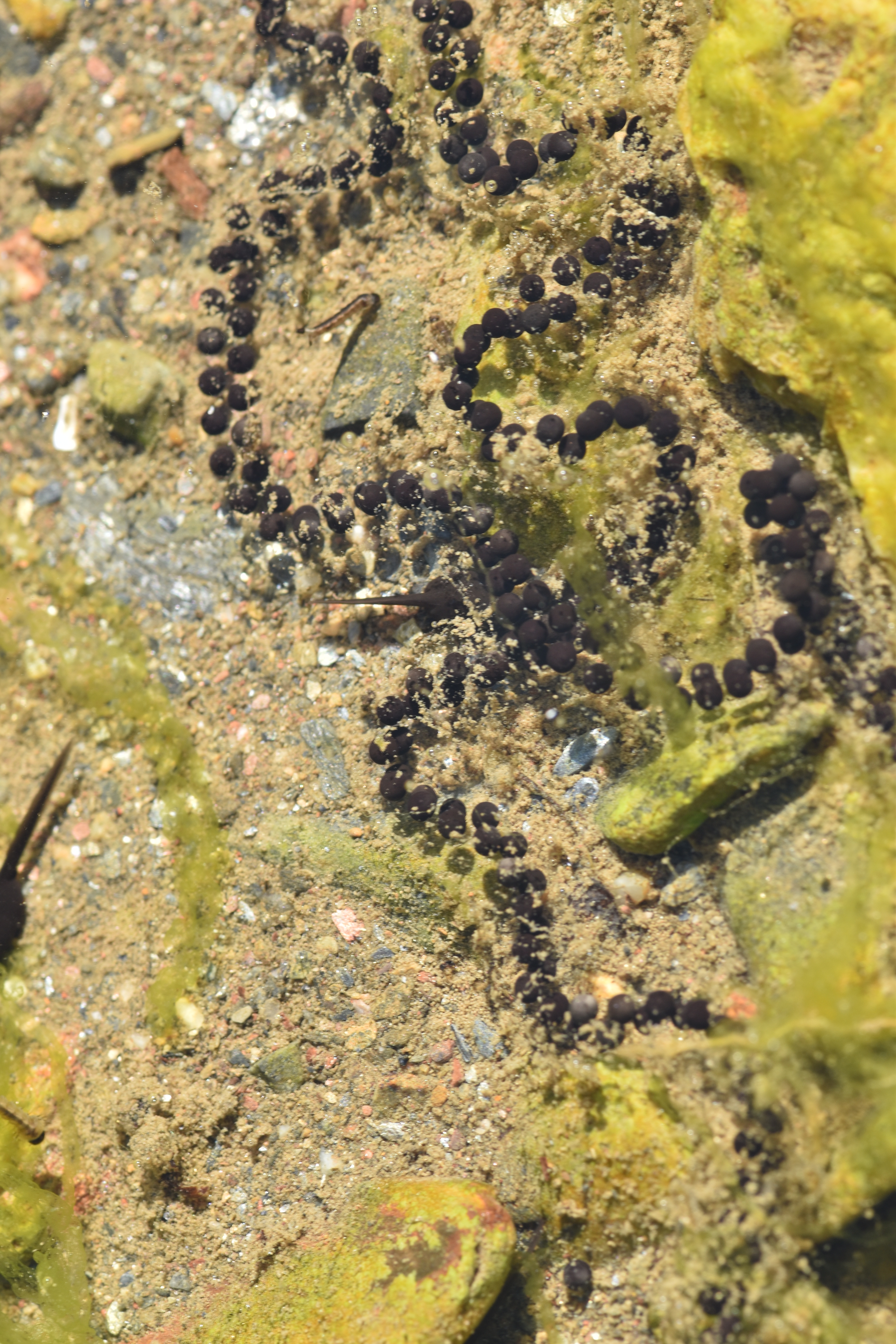
Äggsamlingar från strandpadda.
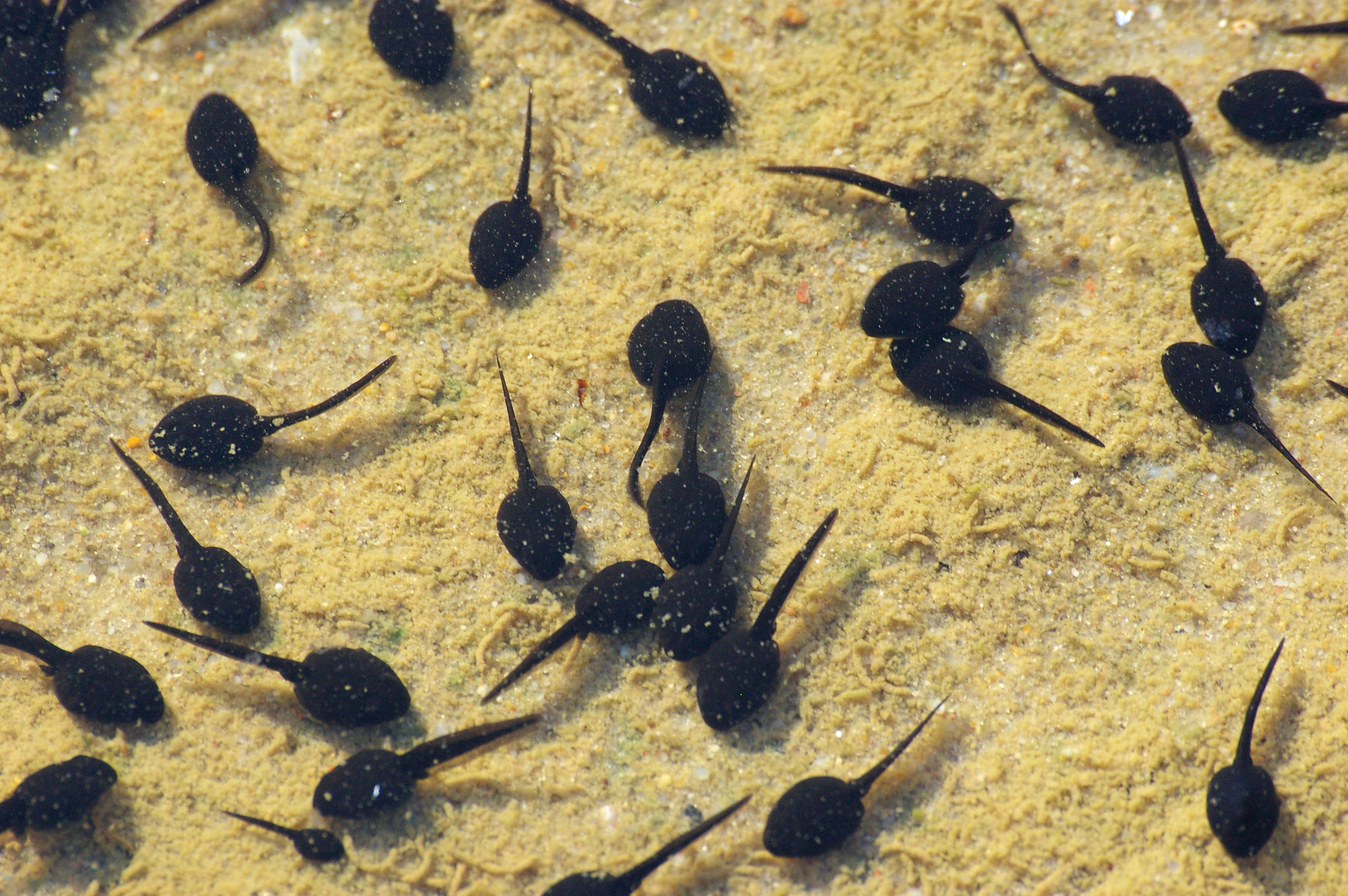
Strandpaddor, yngel.
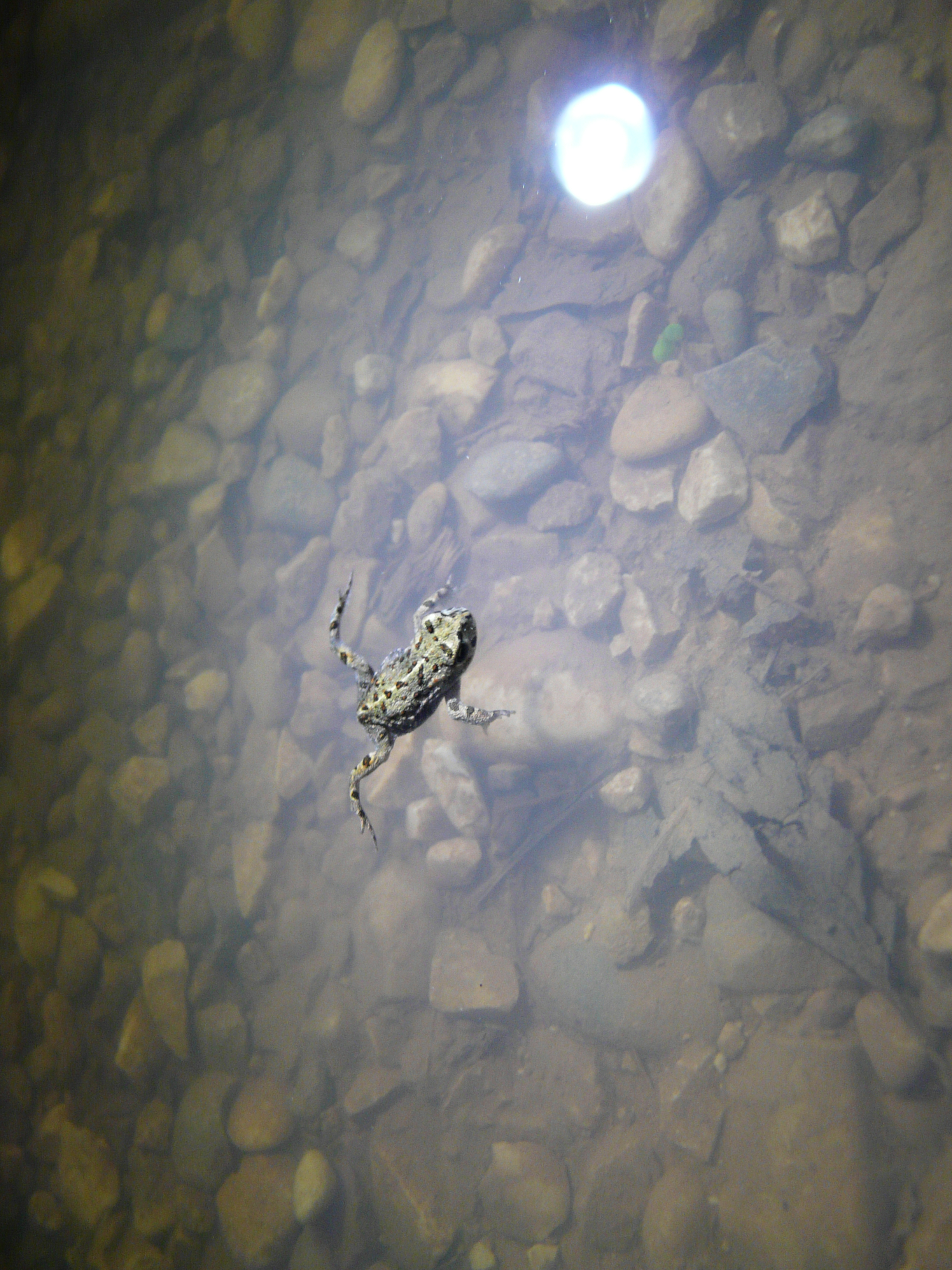
Strandpadda, nyförvandlad unge.
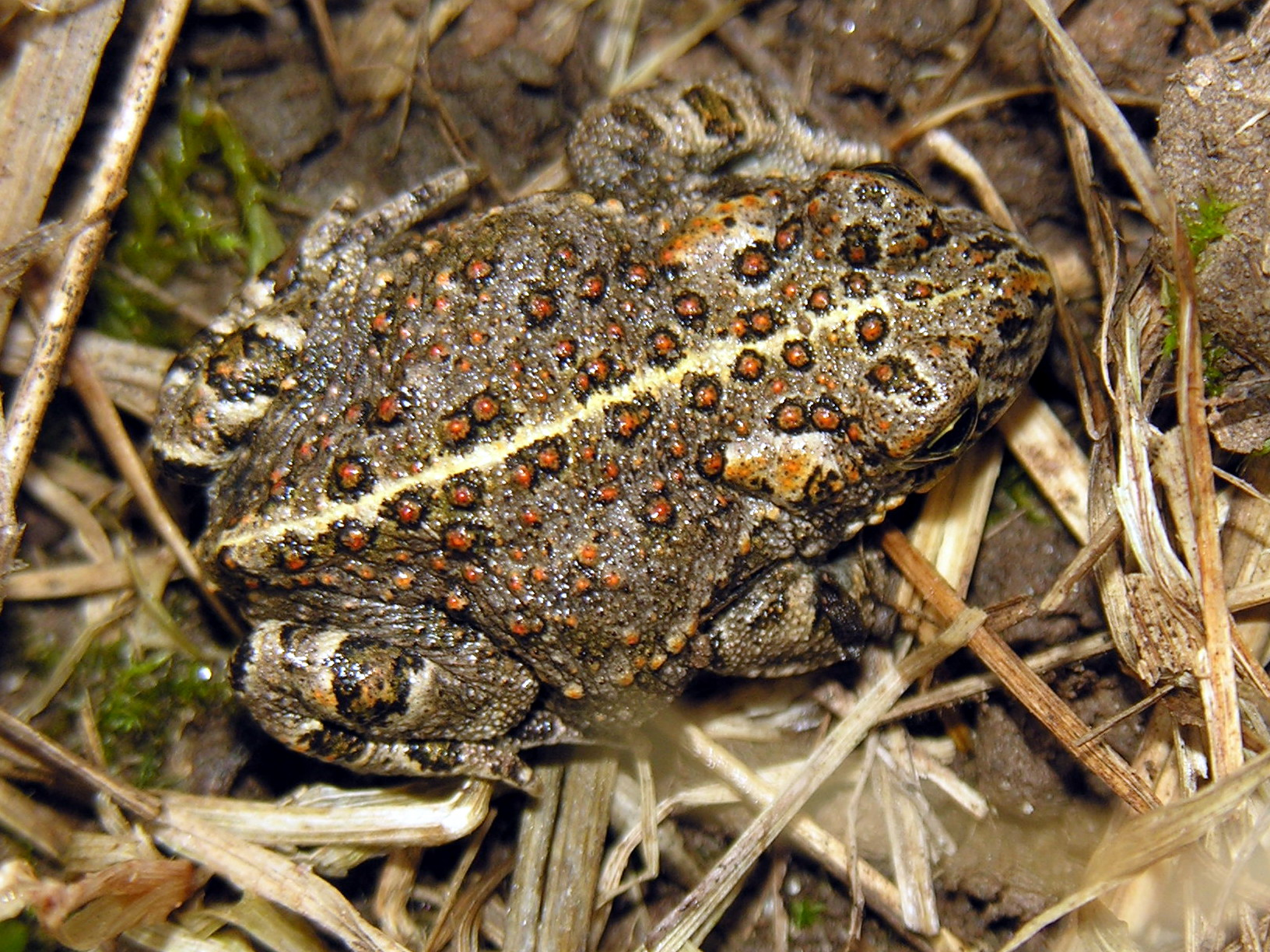
Strandpadda, ungdjur.

### Föda
Strandpaddans föda består av skalbaggar, myror och tångloppor. Små, nyförvandlade paddor tar småspindlar och hoppstjärtar. Ynglen lever framför allt av dött, organiskt material, som döda alger.

## Status och hot
Globalt är strandpaddan inte hotad, globalt kategoriserar IUCN arten som livskraftig (LC). I Sverige har strandpaddan däremot minskat kraftigt och är hotad. Den är rödlistad som sårbar, och Artdatabanken uppskattar att det finns drygt 7 800 individer i Sverige, på maximalt 100 lokaler. Arten är dessutom fridlyst.